# El Porvenir (Sóndor)
El Porvenir es un caserío peruano ubicado en el distrito de Sóndor, perteneciente a la provincia de Huancabamba del departamento de Piura, al norte del Perú. 

## Ubicación
El Porvenir se ubica al noreste de la provincia de Huancabamba, en el distrito de Sóndor, en el departamento de Piura.

## Demografía
En 2017 El Porvenir tenía una población de 103 habitantes.